# لج بني جابر (أفلح الشام)

تعديل مصدري - تعديل

لج بني جابر هي إحدى قرى عزلة بني حربي بمديرية أفلح الشام التابعة لمحافظة حجة، بلغ تعداد سكانها 464 نسمة حسب تعداد اليمن لعام 2004.